# Kummelnäs
Kummelnäs è un'area urbana della Svezia situata nel comune di Nacka, contea di Stoccolma.
La popolazione risultante dal censimento 2010 era di 3 848 abitanti .